# نواه وایسهاپت
نواه وایسهاپت (انگلیسی: Noah Weißhaupt؛ زادهٔ ۲۰ سپتامبر ۲۰۰۱) بازیکن فوتبال است.
وی همچنین در تیم‌های ملی فوتبال جوانان آلمان، زیر ۲۰ سال آلمان، و زیر ۲۱ سال آلمان بازی کرده‌است.